# رود نانای
رود نانای رودی است به آمازون می‌ریزد. این رود از کشور پرو می‌گذرد.